# Malvina helosciomyzae
Malvina helosciomyzae är en stekelart som beskrevs av John W. Early och Donald S. Horning 1978. Malvina helosciomyzae ingår i släktet Malvina och familjen hyllhornsteklar. Inga underarter finns listade i Catalogue of Life.